# Punxín
Punxín – gmina w Hiszpanii, w prowincji Ourense, w Galicji, o powierzchni 17,08 km². W 2011 roku gmina liczyła 801 mieszkańców.